# Philippe Gaubert
Philippe Gaubert (* 5. Juli 1879 in Cahors; † 8. Juli 1941 in Paris) war ein französischer Komponist und Flötist.

## Leben
Gaubert wurde als Sohn eines Hobby-Klarinettisten in Cahors geboren und erhielt sehr früh Unterricht auf der Violine. Als die Familie 1886 nach Paris übersiedelte, nahm Gaubert Flötenunterricht. 
Gaubert studierte ab 1893 am Conservatoire de Paris und war dort u. a. Schüler des Flötenpädagogen Paul Taffanel. Seit 1886 nahm er bereits Privatstunden bei Taffanel. Gemeinsam mit seinem Lehrer verfasste er etwa ab 1900 das Lehrwerk Méthode complète de flûte. Das Werk erschien ab 1923. 
1894 erhielt er den Premier Prix des Conservatoire. Seit 1897 spielte er in seiner ersten Anstellung als Soloflötist an der Pariser Opéra. 1903 gewann er einen Kompositionspreis für eine Fuge. Im Jahr 1904 wurde Gaubert zweiter Dirigent der Société des Concerts.
1905 gewann er den zweiten Preis des renommierten Prix de Rome (Rompreis). 
Eingezogen zum Wehrdienst im Ersten Weltkrieg ab 1914, war er Teilnehmer der Schlacht bei Verdun und wurde mit dem Croix de guerre ausgezeichnet.
Nach Kriegsteilnahme erhielt Gaubert 1919 eine Professur am Pariser Konservatorium und erhielt eine Beförderung zum ersten Dirigenten der Société des Concerts.
Als Professor war er Lehrer von Marcel Moyse, dem Vater der modernen Flötenschule, der wiederum viele bedeutende Flötisten unterrichtete, etwa Aurèle Nicolet, Jean-Pierre Rampal oder James Galway. Ebenfalls studierten die Komponisten Albert Roussel und Jacques Ibert bei Gaubert. Daneben war er ab 1920 als Chefdirigent der Pariser Opéra tätig. Ab 1931 war Gaubert deren künstlerischer Leiter, bei gleichzeitiger Aufgabe der Professur. Ihm sind zahlreiche Werke der Flötenliteratur gewidmet, beispielsweise der 4. Satz aus Joueurs de Flute von Albert Roussel.
Sein kompositorisches Werk ist stilistisch von Gabriel Fauré beeinflusst.
Gaubert erlag am 8. Juli 1941 völlig überraschend in Paris einem Hirnschlag.

## Werke (Auswahl)
- Opern, Sonja (1913) und Naila (1927)
- Orchesterwerke (darunter eine Sinfonie (1935-36), ein Violinkonzert, ein Cellokonzert (Poème Romanesque pour Violoncello et Orchestre))
- Kammermusik, insbesondere für Flöte
  - 3 Sonaten f. Flöte u. Klavier (1917, 1924 und 1934 komponiert)
  - Sonatine f. Flöte u. Klavier
  - Nocturne et Allegro scherzando f. Flöte u. Klavier
  - Fantaisie f. Flöte und Klavier
  - Fantaisie f. Klarinette und Klavier
  - Ballade für Flöte und Klavier (1927)
  - Ballade für Viola und Klavier (1938)